# Europastraße 961
Die Europastraße 961 (kurz: E 961) ist eine etwa 101 Kilometer lange Europastraße des Zwischennetzes, die, von Norden nach Süden verlaufend, auf der Halbinsel Peloponnes in Griechenland die Städte Tripoli und Gythio über Sparta verbindet.

## Verlauf
Die Straße zweigt bei der Ausfahrt Tripoli-Süd von der Europastraße 65 (Aftokinitodromos 7, Ανατολική Οδός Πελοποννήσου) ab, folgt bis zu ihrem Ende am Lakonischen Golf der Ethniki Odos 39 (Εθνική Οδός 39) und kreuzt in Sparta die von Pylos kommende Ethniki Odos 82 (Εθνική Οδός 82) sowie bei Krokees die Ethniki Odos 86 (Εθνική Οδός 86). Seit 2016 führt die Europastraße großenteils über die Autobahn Aftokinitodromos 71, die seit Dezember 2013 von Megalopoli bis Sparta in Betrieb ist.